# Il libro di zaffiro
Il libro di zaffiro (Le Livre de saphir) è un romanzo di Gilbert Sinoué del 1996.
Il romanzo parla in sostanza della differenza fra religioni all'interno della Spagna del XV secolo. Utilizza come diversivo una fantastica avventura che porta i quattro protagonisti, il rabbino Ezra, lo sceicco Ibn Sarrag, il trentenne monaco francescano Vargas e la cristiana Manuela Vivero.

## Trama
In base a lettere ed indizi di un certo Aben Baruel, amico comune a tutti i protagonisti, che ritiene di aver ricevuto da suo padre il libro di zaffiro, i quattro si mettono in viaggio alla ricerca del libro. Su questo libro Aben Baruel legge la Verità su tutto ciò a cui l'uomo cerca di dare risposta: se Dio esiste, che forma ha, e così via. Egli lo nasconde e attraverso gli indizi, chiamati palazzi i quattro protagonisti cercano questo libro in tutta la Spagna. Ma fra di loro c'è un infiltrato della Regina Isabella di Castiglia che crede che tutto quello che i tre protagonisti stanno facendo non sia altro che un complotto contro la Spagna.

## Edizioni
- Gilbert Sinoué, Il libro di zaffiro, traduzione di Marco Cavalli, Vicenza, Neri Pozza Editore, 1998, ISBN 88-7305-668-7.